# Тартаља
Тартаља (ит.: tartaglia) је типска личност у италијанској комедији дел арте. Углавном је представљен кроз професију бележника (старца), судије или секретара. Прве типске маске тартаља појавиле су се у Напуљу током осамнаестог столећа. Превасходно је имао улогу подлаца и страшљивца. Неопходне комичке ефекте лик је постизао кроз изражавање нетрпељивости ка шпанским завојевачима, истицање своје педантерије и наметљивошћу. Костим му је углавном био зелене боје, са жутим појасом и сивим шеширом и великим наочарима.